# Leende

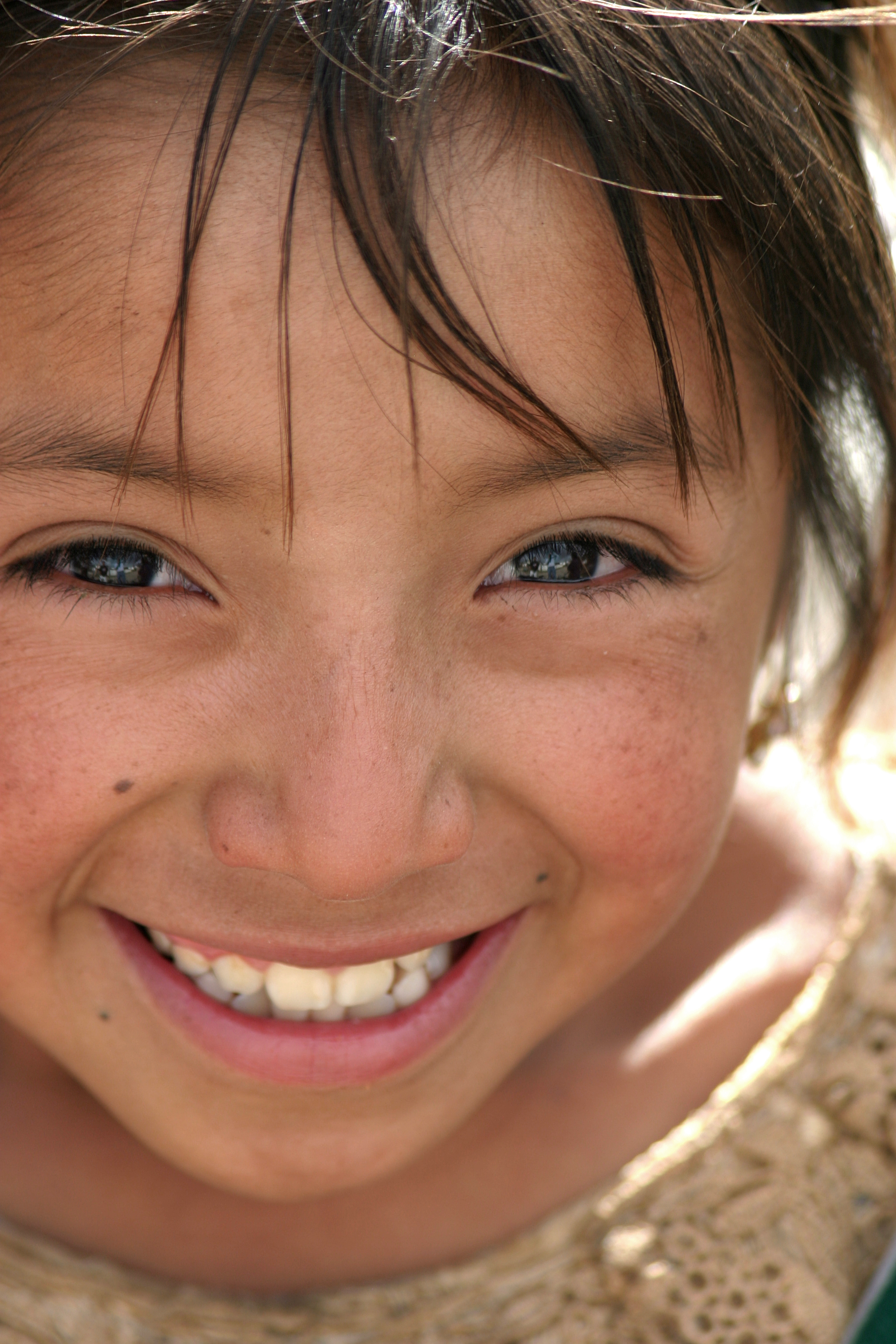
En leende flicka.

Leende eller smil är ett ansiktsuttryck som signalerar glädje, lycka eller nöje. Det kan också vara ett ofrivilligt uttryck för ångest. Leendet skapas av ansiktsmuskler och styrs av vilja eller reflex.
I ansiktet finns flera små ytliga muskler som bland annat gör att man kan le och visa ansiktsuttryck. Det krävs färre muskler för att le jämfört med att se arg, sur eller irriterad ut. Tänderna kan både visas eller vara dolda vid ett leende. Människan ler oftast vid glatt humör eller vid fotografering, men ibland även vid nervositet och sarkasm.
Ett leende kan vara äkta eller falskt. Duchenne-leende innebär att mungiporna dras upp, musklerna kring ögat är aktiva och det bildas skrattrynkor runt ögat. Det räknas ofta som äkta. Forskning visar att Duchenne-leendet är kopplat till äkta upplevelser av glädje och välbefinnande.
Enligt amerikansk forskning från 2009 är den som känner sig utanför bättre på att skilja fejkade leenden från äkta. Det är också, bland annat av professor Ulf Dimberg som forskar om ansiktsuttryck vid Uppsala universitet bevisat att leenden "smittar av sig".